# Elmira Nazirova
Elmira Nəzirova (en àzeri: Elmira Mirzərza qızı Nəzirova; en rus: Эльмира Мирза Рза кызы Назирова, transcripció Elmira Mirsa Rsa kysy Nasirowa; transliteració científica Ėl'mira Mirza Rza kyzy Nazirova; Bakú, Unió Soviètica, 30 de novembre de 1928 - Haifa, Israel, 23 de gener de 2014) va ser una compositora i pianista azerbaidjanesa.

## Biografia
Com a filla d'un pianista i d'un metge va créixer en una família d'arrels azerbaidjano-georgianes i jueves. Als 10 anys va debutar com a pianista amb l'⁣Orquestra Filharmònica de Bakú dirigida per Nikolai Anosov, als 12 va començar a compondre i als 14 va esdevenir membre de l'Associació de Compositors d'Azerbaidjan. Va assistir a l'Escola de Música de Bakú, precursora del conservatori de la ciutat. Va fer una altra aparició molt aclamada en un festival de Tbilisi l'any 1944, quan va presentar una sèrie de preludis de piano d'autocomposició sota la mirada de Reinhold Glière. Üzeyir Hacıbəyov, un dels pioners de la música clàssica a l'Azerbaidjan, la va recomanar al Conservatori de Moscou.
Allà va estudiar piano amb Jakow Sak i composició amb Dmitri Xostakóvitx el 1947/48, abans que fos increpat i destituït el 1948 com a part de la campanya del partit contra presumptes formalistes. Després va haver de tornar a Bakú, on va continuar els seus estudis a l'⁣Acadèmia de Música⁣: el 1950 es va graduar en piano amb Georgi Sharoyev i el 1954 en composició amb Boris Issaakowitsch Seidman. A partir de 1951 va ensenyar ella mateixa a l'acadèmia de música. El seu antic professor, Xostakóvitx, va continuar donant-li suport. El 1953, mentre Xostakóvitx treballava la Desena Simfonia, es va desenvolupar una intensa correspondència amb ella, i ell va immortalitzar el seu nom en el tercer moviment de la simfonia (vegeu l'apartat "Correspondència").
A les dècades de 1950 i 1960, Elmira Nazirova va fer gira com a pianista amb directors coneguts com Niyazi Hacıbəyov, Abram Stassewitsch, Leo Ginsburg, Robert Satanowski i Natan Rachlin a Geòrgia, Polònia (1958), la RSSS (1963 i més enllà), l'Iraq i Egipte (1963). També va tenir més èxit com a compositora, especialment amb el seu concert per a piano sobre temes àrabs (1957). El 1971 va assumir una càtedra a l'Acadèmia de Música de Bakú, i el 1972 també es va convertir en cap del departament de piano. Els seus alumnes van incloure el pianista de jazz David Gazarov.
El 1990 es va traslladar a Israel. Allà va viure a Haifa, va continuar la seva feina com a professora de piano i va participar activament en la iniciativa azerbaidjana-israeliana AsIs.

## Estil
Va compondre obres orquestrals, concerts, música de cambra i obres per a piano. En el seu llenguatge musical va combinar elements de la música popular d'Azerbaidjan, incloses formes de Mugham, amb influències de l'escola de piano russa en la tradició de Rakhmàninov i Skriabin.

## Personal
A partir de 1948 es va casar amb Miron Fel, que més tard esdevingué professor de psiquiatria. El seu fill Elmar Fel també es va convertir en compositor, i el seu net Teymur Phell en un músic de jazz.

## Correspondència amb Xostakóvitx
D'abril a desembre de 1953, mentre treballava en la Desena simfonia fins a l'estrena, Xostakóvitx va entrar en una intensa correspondència amb Nazirova, que després es va interrompre de nou. En el tercer moviment de la simfonia (Allegretto) va utilitzar el seu nom juntament amb les seves inicials DSCH. El motiu Elmira EAEDA va sorgir de les notes E-La-MI-Re-A. Sona a la trompa i té semblances amb el motiu de la mort de la Cançó de la terra de Mahler. Xostakóvitx, es diu en alguns relats, buscava en aquell moment una font d'inspiració, una mena de musa. La investigació també interpreta les cartes majoritàriament sense resposta com a evidència d'una "obsessió temporal", un "afecte no correspost", una "idea fixa". Durant gairebé quatre dècades, el caràcter del motiu de la trompa de l'Allegretto, com a dedicatòria musical xifrada, va romandre en secret. No va ser fins al 1990, poc abans de marxar a Israel, que Nazirova va revelar els antecedents.

## Obres (selecció)
- Romanç per a violoncel i piano (1940)
- Dotze preludis per a piano (1944)
- Cinc preludis per a piano (1947)
- Sonata per a violí i piano (1952)
- Sonata per a violoncel i piano (1952)
- Quatre estudis per a piano (1953)
- Variacions per a piano (1953)
- Obertura per a orquestra (1953)
- Quartet de corda (1953)
- Concert núm. 1 per a piano i orquestra (1954)
- Sonatina per a piano (1954)
- Suite per a dos pianos sobre temes albanesos (1955), amb Fikrət Əmirov
- Cançons populars azerbaiyanes per a piano (1955, 1962, 1963)
- Concert núm. 2 per a piano i orquestra sobre temes àrabs (1957), amb Fikrət Əmirov
- Cinc cançons infantils (1957)
- Elegia per a violí i piano (1958)
- Concert núm. 3 per a piano i orquestra juvenil (1968)
- Sonata-Poema per a piano (1969)